# KS X 1026-1
KS X 1026-1은 2007년 12월 31일에 제정된 한국산업표준으로, 정식 표준명은 정보기술 – 국제문자부호계(UCS) – 한글 – 제1부: 정보교환용 한글 처리지침이다.
이 규격은 국제 문자 세트(UCS) 또는 유니코드를 이용하여 정보 처리 및 데이터를 전송하는 시스템 사이에서 정보 교환에 사용되는 한글(옛한글 포함)의 표현 형식 및 처리 방법에 대하여 규정한다.

## 주요 내용
이하 '조합형 한글 낱자'는 한글 자모(Hangul Jamo, U+1100~U+11FF), 한글 자모 확장-A(Hangul Jamo Extended-A, U+A960~U+A97F), 한글 자모 확장-B(Hangul Jamo Extended-B, U+D7B0~U+D7FF) 영역에 속한 문자를 말한다.

### 한글 낱자 하나를 단독으로 표현할 때
한글 호환 자모(Hangul Compatibility Jamo, U+3130~U+318F) 영역의 한글 낱자는 단독으로 사용하며, 채움 문자를 넣지 않는다.
- 예: ㄱ U+3131, ㅏ U+314F

조합형 한글 낱자는 반드시 채움 문자와 함께 사용해야 한다. 초성만 단독으로 나타내는 경우 중성 채움 문자(U+1160)를 뒤에 붙여야 하고, 중성만 단독으로 나타내는 경우 초성 채움 문자(U+115F)를 앞에 붙여야 하고, 종성만 단독으로 나타내는 경우 초성 채움 문자와 중성 채움 문자(U+115F U+1160)를 앞에 붙여야 한다.
- 예: ᄓᅠ U+1113 U+1160, ᅟᅶ U+115F U+1176, ᅟᅠᇃ U+115F U+1160 U+11C3

### 금지된 조합
조합형 한글 낱자 여러 개를 이용하여 겹낱자를 표현하지 않는다.
- 예: ᄖ U+1116 (O), ᄂ‌ᄇ U+1102 U+1107 (X)

현대 한글 완성자는 반드시 한글 글자 마디(Hangul Syllables, U+AC00~U+D7AF) 영역의 문자로 표현해야 하며, 조합형 한글 낱자로 표현하지 않는다.
- 예: 한 U+D55C (O), ᄒ‌ᅡ‌ᆫ U+1112 U+1161 U+11AB (X)

옛한글 완성자를 표현할 때 한글 글자 마디 영역의 문자와 조합형 한글 낱자를 섞지 않는다.
- 예: 가ᇫ U+1100 U+1161 U+11EB (O), 가‌ᇫ U+AC00 U+11EB (X)

### 수정된 한글 낱자들
U+11EC ᇬ, U+11ED ᇭ, U+11EE ᇮ, U+11EF ᇯ의 ㅇ(이응)을 ㆁ(옛이응)으로 바로잡았다. 글꼴을 만들 때는 ㅇ이 아니라 ㆁ으로 디자인해야 하며, 정렬할 때도 ㅇ이 아니라 ㆁ의 뒤쪽으로 정렬해야 한다.

### 정규화
옛한글에 유니코드 정규화 형식 C(NFC) 또는 KC(NFKC)를 적용하면 '현대 한글 초성 + 현대 한글 중성 + 옛한글 종성'이 '현대 한글 완성자 + 옛한글 종성'으로 바뀌어 버리는 문제가 있다. KS X 1026-1은 이런 경우에 현대 한글 완성자를 사용하지 말고 조합형 한글 낱자들만을 사용할 것을 요구한다. 부속서 B에 한글 정규화 처리 알고리즘이 있다.
- 예: 가ᇫ U+1100 U+1161 U+11EB
  - NFC 또는 NFKC: 가‌ᇫ U+AC00 U+11EB
  - KS X 1026-1: 가ᇫ U+1100 U+1161 U+11EB

### 정렬
한글 낱자들(옛한글 낱자들 포함)은 다음과 같은 순서로 정렬한다.
- 초성: ᄀ, ᄁ, ᅚ, ᄂ, ᄓ, ᄔ, ᄕ, ᄖ, ᅛ, ᅜ, ᅝ, ᄃ, ᄗ, ᄄ, ᅞ, ꥠ, ꥡ, ꥢ, ꥣ, ᄅ, ꥤ, ꥥ, ᄘ, ꥦ, ꥧ, ᄙ, ꥨ, ꥩ, ꥪ, ꥫ, ꥬ, ꥭ, ꥮ, ᄚ, ᄛ, ᄆ, ꥯ, ꥰ, ᄜ, ꥱ, ᄝ, ᄇ, ᄞ, ᄟ, ᄠ, ᄈ, ᄡ, ᄢ, ᄣ, ᄤ, ᄥ, ᄦ, ꥲ, ᄧ, ᄨ, ꥳ, ᄩ, ᄪ, ꥴ, ᄫ, ᄬ, ᄉ, ᄭ, ᄮ, ᄯ, ᄰ, ᄱ, ᄲ, ᄳ, ᄊ, ꥵ, ᄴ, ᄵ, ᄶ, ᄷ, ᄸ, ᄹ, ᄺ, ᄻ, ᄼ, ᄽ, ᄾ, ᄿ, ᅀ, ᄋ, ᅁ, ᅂ, ꥶ, ᅃ, ᅄ, ᅅ, ᅆ, ᅇ, ᅈ, ᅉ, ᅊ, ᅋ, ꥷ, ᅌ, ᄌ, ᅍ, ᄍ, ꥸ, ᅎ, ᅏ, ᅐ, ᅑ, ᄎ, ᅒ, ᅓ, ᅔ, ᅕ, ᄏ, ᄐ, ꥹ, ᄑ, ᅖ, ꥺ, ᅗ, ᄒ, ꥻ, ᅘ, ᅙ, ꥼ, (채움; U+115F)
- 중성: (채움; U+1160), ᅡ, ᅶ, ᅷ, ᆣ, ᅢ, ᅣ, ᅸ, ᅹ, ᆤ, ᅤ, ᅥ, ᅺ, ᅻ, ᅼ, ᅦ, ᅧ, ᆥ, ᅽ, ᅾ, ᅨ, ᅩ, ᅪ, ᅫ, ᆦ, ᆧ, ᅿ, ᆀ, ힰ, ᆁ, ᆂ, ힱ, ᆃ, ᅬ, ᅭ, ힲ, ힳ, ᆄ, ᆅ, ힴ, ᆆ, ᆇ, ᆈ, ᅮ, ᆉ, ᆊ, ᅯ, ᆋ, ᅰ, ힵ, ᆌ, ᆍ, ᅱ, ힶ, ᅲ, ᆎ, ힷ, ᆏ, ᆐ, ᆑ, ᆒ, ힸ, ᆓ, ᆔ, ᅳ, ힹ, ힺ, ힻ, ힼ, ᆕ, ᆖ, ᅴ, ᆗ, ᅵ, ᆘ, ᆙ, ힽ, ힾ, ힿ, ퟀ, ᆚ, ퟁ, ퟂ, ᆛ, ퟃ, ᆜ, ퟄ, ᆝ, ᆞ, ퟅ, ᆟ, ퟆ, ᆠ, ᆡ, ᆢ
- 종성: (없음), ᆨ, ᆩ, ᇺ, ᇃ, ᇻ, ᆪ, ᇄ, ᇼ, ᇽ, ᇾ, ᆫ, ᇅ, ᇿ, ᇆ, ퟋ, ᇇ, ᇈ, ᆬ, ퟌ, ᇉ, ᆭ, ᆮ, ᇊ, ퟍ, ퟎ, ᇋ, ퟏ, ퟐ, ퟑ, ퟒ, ퟓ, ퟔ, ᆯ, ᆰ, ퟕ, ᇌ, ퟖ, ᇍ, ᇎ, ᇏ, ᇐ, ퟗ, ᆱ, ᇑ, ᇒ, ퟘ, ᆲ, ퟙ, ᇓ, ퟚ, ᇔ, ᇕ, ᆳ, ᇖ, ᇗ, ퟛ, ᇘ, ᆴ, ᆵ, ᆶ, ᇙ, ퟜ, ퟝ, ᆷ, ᇚ, ퟞ, ퟟ, ᇛ, ퟠ, ᇜ, ퟡ, ᇝ, ᇞ, ᇟ, ퟢ, ᇠ, ᇡ, ᇢ, ᆸ, ퟣ, ᇣ, ퟤ, ퟥ, ퟦ, ᆹ, ퟧ, ퟨ, ퟩ, ᇤ, ᇥ, ᇦ, ᆺ, ᇧ, ᇨ, ᇩ, ퟪ, ᇪ, ퟫ, ᆻ, ퟬ, ퟭ, ퟮ, ퟯ, ퟰ, ퟱ, ퟲ, ᇫ, ퟳ, ퟴ, ᆼ, ᇰ, ᇬ, ᇭ, ퟵ, ᇱ, ᇲ, ᇮ, ᇯ, ퟶ, ᆽ, ퟷ, ퟸ, ퟹ, ᆾ, ᆿ, ᇀ, ᇁ, ᇳ, ퟺ, ퟻ, ᇴ, ᇂ, ᇵ, ᇶ, ᇷ, ᇸ, ᇹ

KS X 1026-1에 정의된 한글 자음 정렬 순서
KS X 1026-1에 정의된 한글 모음 정렬 순서

## 참고 문헌 및 외부 링크
- KS X 1026-1 (원문 열람 가능)
- (영어) KS X 1026-1의 비공식 영어 번역 보관됨 2020-09-16 - 웨이백 머신